# Real Academia de Bellas Artes de Santa Isabel de Hungría
La Real Academia de Bellas Artes de Santa Isabel de Hungría de la ciudad de Sevilla (Andalucía, España) es una organización para el fomento y la promoción del arte. Forma parte del Instituto de Academias de Andalucía y está asociada al Instituto de España. Tiene su sede en la casa de los Pinelo.

## Historia

### Academia Sevillana del Arte de la Pintura
En 1660 se fundó la Academia Sevillana del Arte de la Pintura. La primera junta de gobierno estaba compuesta de los siguientes artistas: Bartolomé Esteban Murillo y Juan de Herrera, presidentes; Sebastián de Llanos y Valdés y Pedro Honorario de Palencia, cónsules; Cornelio Schut, fiscal; Ignacio de Iriarte, secretario; Juan de Valdés Leal, diputado. Valdés Leal fue presidente entre 1663 y 1666. Fue sucedido por Sebastián de Llanos y Valdés. En 1667 fue presidente Pedro de Medina Valbuena. En 1668 volvió a la presidencia Llanos y Valdés y en 1669 se nombró a Juan Chamorro. En 1670 fue escogido presidente Cornelio Schut. En 1673 se aprobaron los primeros estatutos. Valdés Leal volvió a ocupar la presidencia a partir de 1675.
Su sede estaba en la Casa Lonja de Sevilla. Fue la quinta academia de pintura que se fundó en Europa y la primera de España. El protector y mecenas de esta institución fue el conde de Arenales.
La academia desapareció en la década de 1690. El patrimonio de la misma fue depositado en la Hermandad de San Lucas, del gremio de los pintores, con sede en la iglesia de San Andrés.

### Real Escuela de Tres Nobles Artes
En 1759 un grupo de artistas decidió volver a fundar una academia como la del siglo XVII para dar clases de pintura, escultura y arquitectura, con el nombre de Escuela de Tres Nobles Artes. Uno de los miembros de la misma fue Francisco de Bruna y Ahumada, oidor decano de la Audiencia y teniente alcaide del Real Alcázar. Bruna puso en conocimiento de Carlos III esta institución para que fuese evaluada por la Real Academia de Bellas Artes de San Fernando de Madrid. Al obtener un dictamen favorable, la academia sevillana gozó de la protección económica real desde 1771. En 1775 el rey Carlos III nombró protector de la misma a Bruna, que situó la sede de esta institución en el Alcázar. Carlos III aprobó los estatutos de la Real Escuela de Tres Nobles Artes, que eran similares a los de la Real Academia de Bellas Artes de San Carlos de Valencia. La Hermandad de San Lucas le entregó el acta fundacional de la academia del siglo XVII a Bruna, que forma parte del patrimonio de la institución.
En 1778 la escuela instituyó unos premios académicos entre sus alumnos, que eran entregados en ceremonias solemnes. De esos actos se conservan los discursos de Bruna. Esta costumbre se ha mantenido posteriormente con la Real Academia de Bellas Artes.

### Real Academia de Bellas Artes de Santa Isabel de Hungría
En 1827 se aprobó un nuevo reglamento estatal para las academias. En 1843 esta escuela recibió el rango de academia y reformó sus estatutos, pasando a llamarse Real Academia de Bellas Artes de Santa Isabel, por ser la santa de la reina Isabel II. En 1917 fue escogido como académico José Sebastián y Bandarán, gracias al cual en 1921 la academia tendrá el nombre completo de Real Academia de Bellas Artes de Santa Isabel de Hungría. En efecto, aunque hay varias santas con el nombre de Isabel en la cristiandad, Isabel II celebraba su santo en noviembre, el día de santa Isabel de Hungría.
En 1844 la academia creó una organización aparte como Escuela de Bellas Artes, y la academia se centró en aspectos de fomento de la cultura y protección de monumentos.
En 1849 la reina Isabel II otorgó un nuevo estatuto a las reales academias nacionales. Con este, se equiparó a la academia sevillana con las reales academias de otras provincias y pasó a ser delegada en la defensa del patrimonio artístico de la Real Academia de Bellas Artes de San Fernando de Madrid.
Por Decreto del 8 de mayo de 1873 se añadió una sección de Música, que dirigió Miguel Hilarión Eslava.
La mala situación económica de España hizo que en 1868 las escuelas de bellas artes dejasen de ser costeadas por el Estado. En 1872 la Diputación Provincial de Sevilla se hizo cargo de costear la Escuela de Bellas Artes.
En 1892 las funciones docentes de arte pasaron a ser competencia exclusiva de las universidades, aunque muchos profesores de Sevilla continuaron siendo miembros de esta academia.
En 1940 un decreto creó las escuelas superiores de Madrid (San Fernando), Barcelona (San Jorge), Valencia (San Carlos) y Sevilla (Santa Isabel de Hungría). La Escuela Superior de Santa Isabel de Hungría ofrecía una formación superior a la de la Escuela de Artes Aplicadas y Oficios Artísticos de Sevilla. En 1970 la Ley General de Educación integró estas enseñanzas en las universidades.
En el siglo XX tuvo su sede en el antiguo convento de la Merced, donde se encuentra el Museo de Bellas Artes de Sevilla. En 1980 trasladó su sede a la casa de los Pinelo, lugar que comparte con la Real Academia Sevillana de Buenas Letras.